# Понтеш, Дулсе
Ду́лсе По́нтеш (порт. Dulce Pontes, МФА: [ˈduɫsɘ ˈpõtɘʃ]; род. 8 апреля 1969, Монтижу, Португалия) — португальская певица, исполняющая песни в стиле фаду, классическую музыку и музыку других стилей. Одна из известнейших португальских певиц во всем мире. Считает себя скорее этнической певицей. Также сочиняет музыку, пишет стихи и аранжировки и является продюсером. Свое признание как певица Фадо она получила в девяностых годах двадцатого века. Дулсе Понтеш известна своим уникальным тембром голоса, многогранным, драматическим, способным передавать глубокие эмоции. Сильное драматическое сопрано. Выступала в зале Карнеги-холл с такими артистами, как Эннио Морриконе, Андреа Бочелли и Хосе Каррерас.

## Биография

### Начало
Дулсе Понтеш родилась в португальском городе Монтижу, находящемся в округе Сетубал. В детстве она увлекалась пением и игрой на пианино, закончила музыкальную школу и консерваторию в Лиссабоне. Обучалась современным танцам с 7 до 17 лет. В 1988 году, выиграв кастинг с высоким конкурсом, начала свою профессиональную карьеру актрисы, танцовщицы и певицы в музыкальной комедии «Наконец только мы» в театре Мария Матуш. В 1990 году была приглашена в спектакль Разрешение на Игру в Казино Эшторил. Стала популярной среди португальской публики благодаря телевизионной программе «Возвращение в прошлое». В 1991 году выиграла фестиваль песни РТП и представила Португалию на конкурсе песни «Евровидение», исполнив песню «Lusitana Paixão». Заняла восьмое место среди 22 участвовавших стран, это было одно из лучших представлений Португалии в этом конкурсе. Через несколько лет она стала известной не только в Португалии, но и в других странах.
Дулсе исполняла свои песни вместе с другими известными певцами и музыкантами из разных стран. В её музыке содержатся элементы разных музыкальных традиций: не только Португалии, но и Испании, Бразилии, а также арабских и африканских стран. Помимо португальского языка, Дулсе исполняла песни на испанском, английском, греческом, итальянском, арабском и других языках.

## Дискография
- Lusitana (1992)
- Lágrimas (1993)
- Brisa do Coração (1995)
- Caminhos (1996)
- O Primeiro Canto (1999)
- Best Of (2002)
- Focus (2003)
- Mediterranean (2005—2006)
- O Coração Tem Três Portas (2006)
- Momentos (2009)